# UTC+2:45
UTC+2:45 — часова зона, яка використовувалася у країнах Центрально-Східної Африки у 1940 — 1960 роках. Це наближене значення, точне значення UTC+2:44:45, тобто на 15 секунд пізніше.
Літерні позначення: BEAUT, B†

## Використання
Зараз не використовується

## Історія використання

### Як стандартний час
- Кенія — 1 січня 1940 — 31 грудня 1959
- Танзанія — 1 січня 1948 — 31 грудня 1960
- Уганда — 1 січня 1948 — 31 грудня 1956